# Union (Connecticut)
Union é uma cidade localizada na parte nordeste do Condado de Tolland, Connecticut, Estados Unidos e faz parte do Corredor do Patrimônio Nacional do Vale dos Rios Quinebaug e Shetucket. A população era de 894 pessoas no censo de 2019.

## História
O primeiro assentamento europeu na União foi em 1727, tornando Union a última cidade de Connecticut a leste do rio Connecticut a ser colonizada. O primeiro colono foi James McNall da Irlanda. Ele foi seguido de perto por seu irmão William. A cidade foi incorporada em outubro de 1734. O nome União designa "união de terras".